# Lampadena notialis
Lampadena notialis is een straalvinnige vissensoort uit de familie van lantaarnvissen (Myctophidae). De wetenschappelijke naam van de soort is voor het eerst geldig gepubliceerd in 1968 door Nafpaktitis & Paxton.